# Marvin Griffin
Samuel Marvin Griffin, född 4 september 1907 i Bainbridge, Georgia, död där 13 juni 1982, var en amerikansk politiker (demokrat). Han var Georgias viceguvernör 1948–1955 och därefter guvernör 1955–1959.
Griffin var en förespråkare av rassegregeringen känd för hotelsen att stänga alla offentliga skolor i Georgia om federala myndigheter genomför en avsegregering. Han hade utexaminerats 1929 från militärhögskolan The Citadel i South Carolina. I andra världskriget tjänstgjorde han i USA:s armé och befordrades till överstelöjtnant. Till viceguvernörsämbetet valdes han 1948 i ett fyllnadsval med omval 1950.
Griffin efterträdde 1955 Herman Talmadge som guvernör och efterträddes 1959 av Ernest Vandiver. Avsegregerinen av utbildningen fick fart efter Griffins tid som guvernör. Redan i slutet av 1950-talet hade opinionsundersökningar bland vita collegestudenter i Georgia visat att de hellre ville ha enstaka svarta studenter i vita högskolor än att dessa skulle helt och hållet stängas. Griffin avled 1982 och gravsattes på Oak City Cemetery i Bainbridge.